# Dansville (Michigan)
Dansville – wieś w Stanach Zjednoczonych, w stanie Michigan, w hrabstwie Ingham.